# 57 (getal)
57 (zevenenvijftig) is het natuurlijke getal volgend op 56 en voorafgaand aan 58. Het is een Leylandgetal, immers 25 + 52 = 57.

## Overig
57 is ook:
- Het landnummer voor internationale telefoongesprekken naar Colombia.
- Het jaar A.D. 57 en 1957.
- Het atoomnummer van het scheikundig element Lanthanium (La).
- “57 Varieties” is een claim die op elke verpakking van Heinz staat. Toen die voor het eerst gebruikt werd was die onjuist (te hoog) en nu is die dat nog (te laag).
- Het aantal vlakken van een briljant-diamant.